# Sunday Silence
Sunday Silence (25 mars 1986-19 août 2002) est un cheval de course né aux États-Unis, fils de Halo et de Wishing Well, par Understanding. Auteur d'une brillante carrière aux États-Unis, il est devenu ensuite le plus grand étalon du Japon.

## Carrière de courses
Élevé par Oak Cliff Thoroughbreds, Ltd, il passa deux fois sur les rings de ventes de yearling, sans trouver acquéreur, avant d'être finalement vendu pour la modique somme de 32 000 dollars à 2 ans. Arthur B. Hancock, son propriétaire, avait l'intention d'envoyer le poulain dans le Kentucky, mais une blessure retarda ce projet, si bien que Sunday Silence resta en Californie, étant placé sous la responsabilité du grand entraîneur Charlie Wittingham, qui acquit la moitié du poulain.
Peu précoce, Sunday Silence courut à deux reprises fin 1988, pour une victoire et une seconde place. Il se révéla à 3 ans, dans la Race to the Roses, l'itinéraire qui mène au Kentucky Derby. Ses victoires dans les San Felipe Stakes et le Santa Anita Derby firent de lui l'un des principaux prétendants à la course reine des 3 ans américains. La triple couronne fut l'occasion d'une lutte exceptionnelle entre Sunday Silence et le représentant de la côte Est, Easy Goer, qui avait été sacré meilleur 2 ans en 1988 et passait pour un phénomène. Mais un phénomène mal à l'aise sur les pistes en dirt boueuses et comme il avait plu à verse sur Churchill Downs, le fils de Halo disposa facilement de son rival dans le Kentucky Derby, par deux longueurs et demi. En revanche, l'écart se resserra nettement dans les Preakness Stakes, sur une piste sèche où Sunday Silence gagna d'extrême justesse, par un nez. Néanmoins, le poulain était toujours en course pour s'adjuger la triple couronne, exploit qui n'avait pas été réalisé depuis Affirmed en 1978. Mais Easy Goer passait pour préférer le gazon au dirt, et dans les Belmont Stakes, c'est lui qui se rendit maître de Sunday Silence, le laissant à pas moins de huit longueurs. Après cette cinglante déconvenue, Sunday Silence renoua avec la victoire dans le Super Derby, puis termina second de Prized, futur lauréat de la Breeders' Cup Turf, dans les Swaps Stakes. En fin d'année, il retrouva son éternel rival Easy Goer dans la Breeders' Cup Classic, où là encore son aptitude au dirt lui permit de le devancer, d'une encolure.
Vainqueur de sept de ses neuf courses, Sunday Silence remporta le titre de Cheval de l'année 1989 et de meilleur 3 ans. Il demeura à l'entraînement en 1990, où il remporta le Californian Handicap et termina second de la Hollywood Gold Cup. Mais une blessure aux ligaments devait mettre un terme à cette carrière ponctuée de 9 victoires et 5 deuxièmes places en 14 sorties. Admis au Hall of Fame des courses américaines en 1996, il est classé 31e place sur la liste des 100 meilleurs chevaux de sport hippique américain du XXe siècle établie en 1999 par le magazine The Blood-Horse, soit trois places devant Easy Goer.

### Résumé de carrière
| Date         | Hippodrome      | Pays        | Course                | Statut      | Distance    | Jockey        | Place       | Écart       | Vainqueur ou deuxième |
| 1988, 2 ans  | 1988, 2 ans     | 1988, 2 ans | 1988, 2 ans           | 1988, 2 ans | 1988, 2 ans | 1988, 2 ans   | 1988, 2 ans | 1988, 2 ans | 1988, 2 ans           |
| ------------ | --------------- | ----------- | --------------------- | ----------- | ----------- | ------------- | ----------- | ----------- | --------------------- |
| 30 octobre   | Santa Anita     | États-Unis  | Maiden                |             | 1 300 m     | P. Valenzuela | 2e / 12     | enc.        | Caro Lover            |
| 13 novembre  | Hollywood Park  | États-Unis  | Maiden                |             | 1 200 m     | P. Valenzuela | 1er / 10    | 10          | Moment of Time        |
| 3 décembre   | Hollywood Park  | États-Unis  | Allowance             |             | 1 300 m     | A. Gilder     | 2e / 7      | tête        | Houston               |
| 1989, 3 ans  |                 |             |                       |             |             |               |             |             |                       |
| 2 mars       | Santa Anita     | États-Unis  | Allowance             |             | 1 300 m     | P. Valenzuela | 1er / 7     | 4 ½         | Heroic Type           |
| 19 mars      | Santa Anita     | États-Unis  | San Felipe Handicap   | Gr. 2       | 1 700 m     | P. Valenzuela | 1er / 5     | 1 ¾         | Flying Continental    |
| 8 avril      | Santa Anita     | États-Unis  | Santa Anita Derby     | Gr. 1       | 1 800 m     | P. Valenzuela | 1er / 6     | 11          | Flying Continental    |
| 6 mai        | Churchill Downs | États-Unis  | Kentucky Derby        | Gr. 1       | 2 000 m     | P. Valenzuela | 1er / 15    | 2 ½         | Easy Goer             |
| 20 mai       | Pimlico         | États-Unis  | Preakness Stakes      | Gr. 1       | 1 900 m     | P. Valenzuela | 1er / 8     | nez         | Easy Goer             |
| 10 juin      | Belmont Park    | États-Unis  | Belmont Stakes        | Gr. 1       | 2 400 m     | P. Valenzuela | 2e / 10     | 8           | Easy Goer             |
| 23 juillet   | Hollywood Park  | États-Unis  | Swaps Stakes          | Gr. 2       | 2 000 m     | P. Valenzuela | 2e / 5      | 3/4         | Prized                |
| 24 septembre | Louisiana Downs | États-Unis  | Super Derby           | Gr. 1       | 2 000 m     | P. Valenzuela | 1er / 8     | 6           | Awe Inspiring         |
| 4 novembre   | Gulfstream Park | États-Unis  | Breeders' Cup Classic | Gr. 1       | 2 000 m     | C. McCarron   | 1er / 8     | enc.        | Easy Goer             |
| 1990, 4 ans  |                 |             |                       |             |             |               |             |             |                       |
| 3 juin       | Hollywood Park  | États-Unis  | Californian Stakes    | Gr. 1       | 1 800 m     | P. Valenzuela | 1er / 3     | 3/4         | Stylish Winner        |
| 24 juin      | Hollywood Park  | États-Unis  | Hollywood Gold Cup    | Gr. 1       | 2 000 m     | P. Valenzuela | 2e / 7      | tête        | Criminel Type         |

## Au haras
Curieusement, les éleveurs américains dédaignèrent Sunday Silence, ne croyant pas à son potentiel d'étalon ou se méfiant de son caractère jugé agressif comme celui de son père Halo, excellent étalon mais qui traînait une mauvaise réputation. Au contraire du Japonais Zenya Yoshida, qui avait déjà acquis un quart du cheval au début de son année de 4 ans pour 2,5 millions de dollars. Il s'en rendit totalement propriétaire en rachetant pour 7,5 millions de dollars les trois autres quarts, et installa l'étalon dans son haras de Shadai, sur l'île d'Hokkaido. Il fut largement récompensé de son flair, tandis que l'élevage américain devait se mordre les doigts d'avoir laissé filer l'un des tout meilleurs étalons de la seconde moitié du XXe siècle. Sunday Silence devint en effet le meilleur étalon de l'histoire de l'élevage japonais, demeurant l'inamovible tête de liste des étalons au Japon de 1995 à 2007. Il est estimé que sa progéniture a remporté pas moins de 700 millions de dollars en courses. Il facturait ses services à environ 250 000 € la saillie. 
Parmi ses meilleurs produits peuvent être cités : 
- Deep Impact : membre du Hall of Fame des courses japonaises, deux fois cheval de l'année (2005, 2006) en vainqueur de 12 de ses 14 courses, lauréat de la triple couronne japonaise, du Tenno Sho (printemps), de l'Arima Kinen et de la Japan Cup. 3e (disqualifié) du Prix de l'Arc de Triomphe. Onze fois Tête de liste des étalons au Japon (2012-2022).
- Zenno Rob Roy : Japan Cup, Tenno Sho (automne), Arima Kinen. Cheval de l'année (2004).
- Special Week : Japan Cup, Tokyo Yūshun, Tenno Sho (printemps & automne).
- Agnes Tachyon : Satsuki Shō. Tête de liste des étalons au Japon (2008).
- Manhattan Cafe : Kikuka Shō, Arima Kinen, Tenno Sho (automne). Tête de liste des étalons au Japon (2009).
- Daiwa Major : Mile Championship (x2), Yasuda Kinen, Tenno Sho (automne), Satsuki Shō.
- Heart's Cry : Dubaï Sheema Classic, Arima Kinen.
- Still in Love : Triple Couronne des pouliches (Oka Shō, Yūshun Himba, Shuka Shō).
- Stay Gold : Hong Kong Vase, Dubaï Sheema Classic.
- Neo Universe : Satsuki Shō, Tokyo Yūshun
- Agnes Flight : Tokyo Yūshun.
- Dance in the Dark : Kikuka Shō.
- Dance in the Mood : Oka Shō
- Fuji Kiseki : Asahi Hai Futurity Stakes
- Silence Suzuka : Takarazuka Kinen.

Sunday Silence décède en août 2002, tandis que se perpétue son influence au stud, grâce à des étalons de têtes tels que Deep Impact, Heart's Cry, Stay Gold ou Agnes Tachyon. Il est également le père de mère de la phénomène Almond Eye, lauréate de la Japan Cup et de la Triple Couronne des Pouliches, ou de Admire Moon, cheval de l'année au Japon en 2007.

## Origines
Sunday Silence est un fils de Halo, bon cheval, lauréat du United Nations Handicap (Gr.1), mais surtout grand étalon, deux fois tête de liste aux États-Unis dans les années 80. Son influence, qui poursuit celle de la grande poulinière Almahmoud, s'exerce via ses fils (les champions Devil's Bag, Sunny's Halo, Saint Ballado ou l'étalon Southern Halo, chef de race en Argentine) et ses filles, notamment la grande poulinière Coup de Folie, ou la championne Glorious Song, mère du Singspiel, et des importants reproducteurs Rahy et le Sud-Africain Rakeen. La mère de Sunday Silence se signala sur les pistes jusqu'au niveau groupe 2. 

### Pedigree
| Origines de Sunday Silence (USA), mâle bai né en 1986 | Origines de Sunday Silence (USA), mâle bai né en 1986 | Origines de Sunday Silence (USA), mâle bai né en 1986 | Origines de Sunday Silence (USA), mâle bai né en 1986 |
| ----------------------------------------------------- | ----------------------------------------------------- | ----------------------------------------------------- | ----------------------------------------------------- |
| Père Halo                                             | Hail to Reason                                        | Turn-to                                               | Royal Charger                                         |
| Père Halo                                             | Hail to Reason                                        | Turn-to                                               | Source Sucree                                         |
| Père Halo                                             | Hail to Reason                                        | Nothirdchance                                         | Blue Swords                                           |
| Père Halo                                             | Hail to Reason                                        | Nothirdchance                                         | Galla Colors                                          |
| Père Halo                                             | Cosmah                                                | Cosmic Bomb                                           | Pharamond                                             |
| Père Halo                                             | Cosmah                                                | Cosmic Bomb                                           | Banish Fear                                           |
| Père Halo                                             | Cosmah                                                | Almahmoud                                             | Mahmoud                                               |
| Père Halo                                             | Cosmah                                                | Almahmoud                                             | Arbitrator                                            |
| Mère Wishing Well                                     | Understanding                                         | Promised Land                                         | Palestinian                                           |
| Mère Wishing Well                                     | Understanding                                         | Promised Land                                         | Mahmoudess                                            |
| Mère Wishing Well                                     | Understanding                                         | Pretty Ways                                           | Stymie                                                |
| Mère Wishing Well                                     | Understanding                                         | Pretty Ways                                           | Pretty Jo                                             |
| Mère Wishing Well                                     | Mountain Flower                                       | Montparnasse                                          | Gulf Stream                                           |
| Mère Wishing Well                                     | Mountain Flower                                       | Montparnasse                                          | Mignon                                                |
| Mère Wishing Well                                     | Mountain Flower                                       | Edelweiss                                             | Hillary                                               |
| Mère Wishing Well                                     | Mountain Flower                                       | Edelweiss                                             | Dowager (famille 3-e)                                 |